# Derobrochus marcidus
Derobrochus marcidus là một loài Trichoptera hóa thạch trong họ Polycentropodidae.